# Каннус
Ка́ннус (фин. Kannus) — город на северо-западе Финляндии.
Численность населения составляет 5 717 человек (2011). Город занимает площадь 470,65 км², из которых водная поверхность составляет 2,41 км². Плотность населения — 12,21 чел/км².